# 兵庫県立国見の森公園

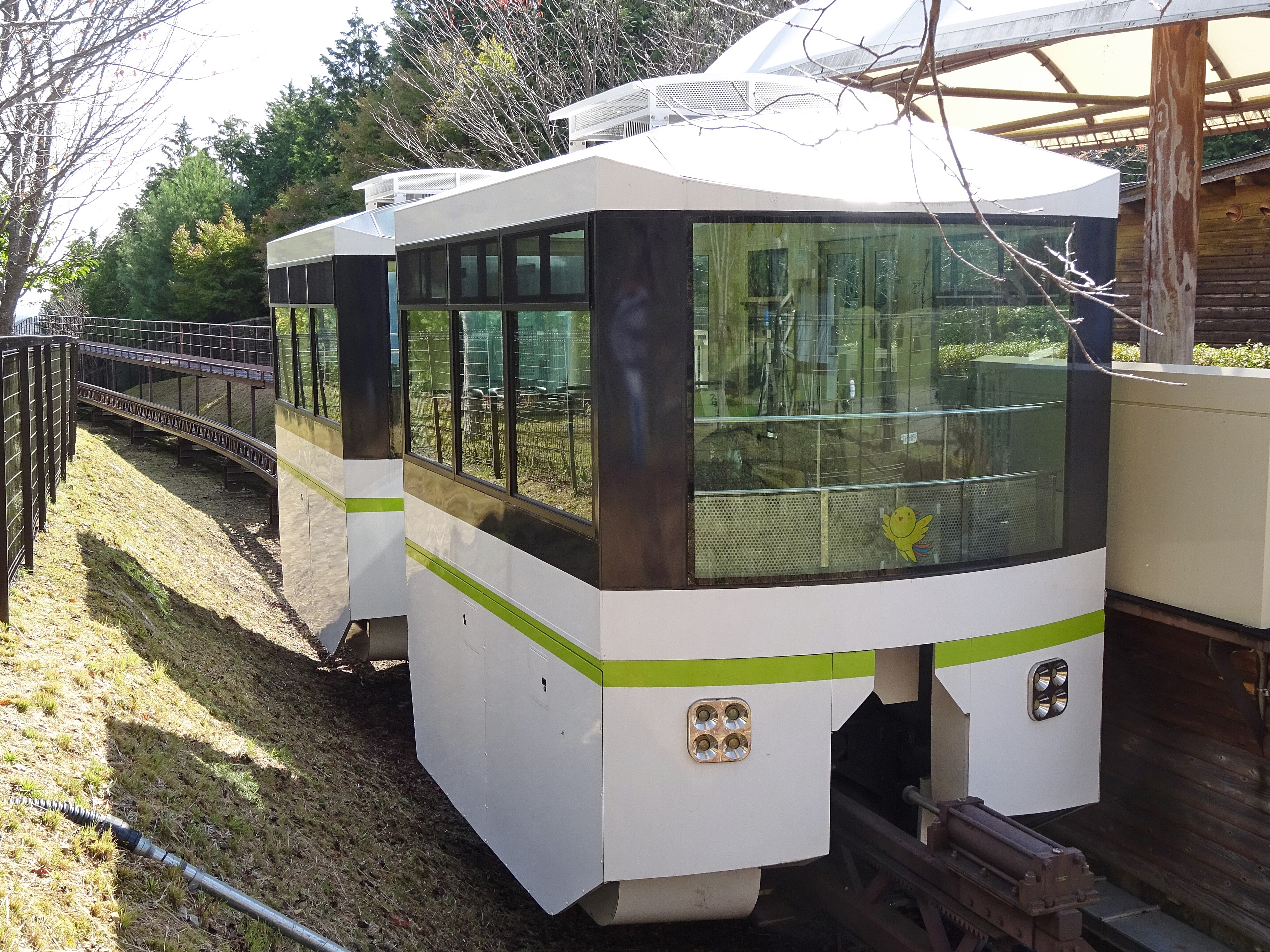
同公園の森林学習軌道

兵庫県立国見の森公園（ひょうごけんりつくにみのもりこうえん）は、兵庫県宍粟市にある公営公園である。宍粟市の外郭団体「公益財団法人しそう森林王国観光協会」が指定管理者として管理運営している。

## 概要
兵庫県にある｢ふるさとの森公園｣のひとつで、2006年8月にオープンした。森林の豊かさを学び楽しむことができる公園で、面積は372ヘクタール、甲子園球場が約94個分入る広さ。ミニモノレールで山上までのぼることができる。

## 施設概要
- 森：実りの森、創造の森、協働の森、色彩の森、伝承の森、端美の森
- 交流館：山麓にある公園の施設で、総合案内窓口・展示ホール・研修室・調理室・駐車場が整備されている
- 学習館：山上にある施設で、木工工作室・学習室・待合室・山上野外広場が整備されている
- 森林学習軌道：山麓部と山上部をつなぐ延長1100mのミニモノレール『森林学習軌道』が設けられている[2]。森林学習軌道の利用には事前の予約が必要である[3]。
- 展望台：宍粟市の市街地や揖保川の流れが展望できる
- ビオトープ：多様な水辺植物や水生動物（カエル、ヤゴなど）の生育環境を整備している
- 自然災害復旧緑化地：土砂崩れのあった場所を、5種類の工法により山崩れを防ぎ、緑の山を復元した治山事業ゾーン
- トイレ：交流館（障害者用・ベビーシート有・オストメイト対応）、学習館（障害者用有）

## 利用
- 開園時間：9：00 - 17：00
- 休園日：月曜日（月曜日が祝日の場合、その翌日以降の最も近い平日）、12月29日 - 翌年1月3日
- 入園料、駐車場（49台）は、無料

## アクセス
- 中国自動車道山崎インターチェンジより南へ、車で約15分
- 神姫バス山崎待合所より新宮・龍野方面のバスに乗車、「城下」バス停で下車し西へ徒歩約20分